# Kleine Mühle (Teupitz)

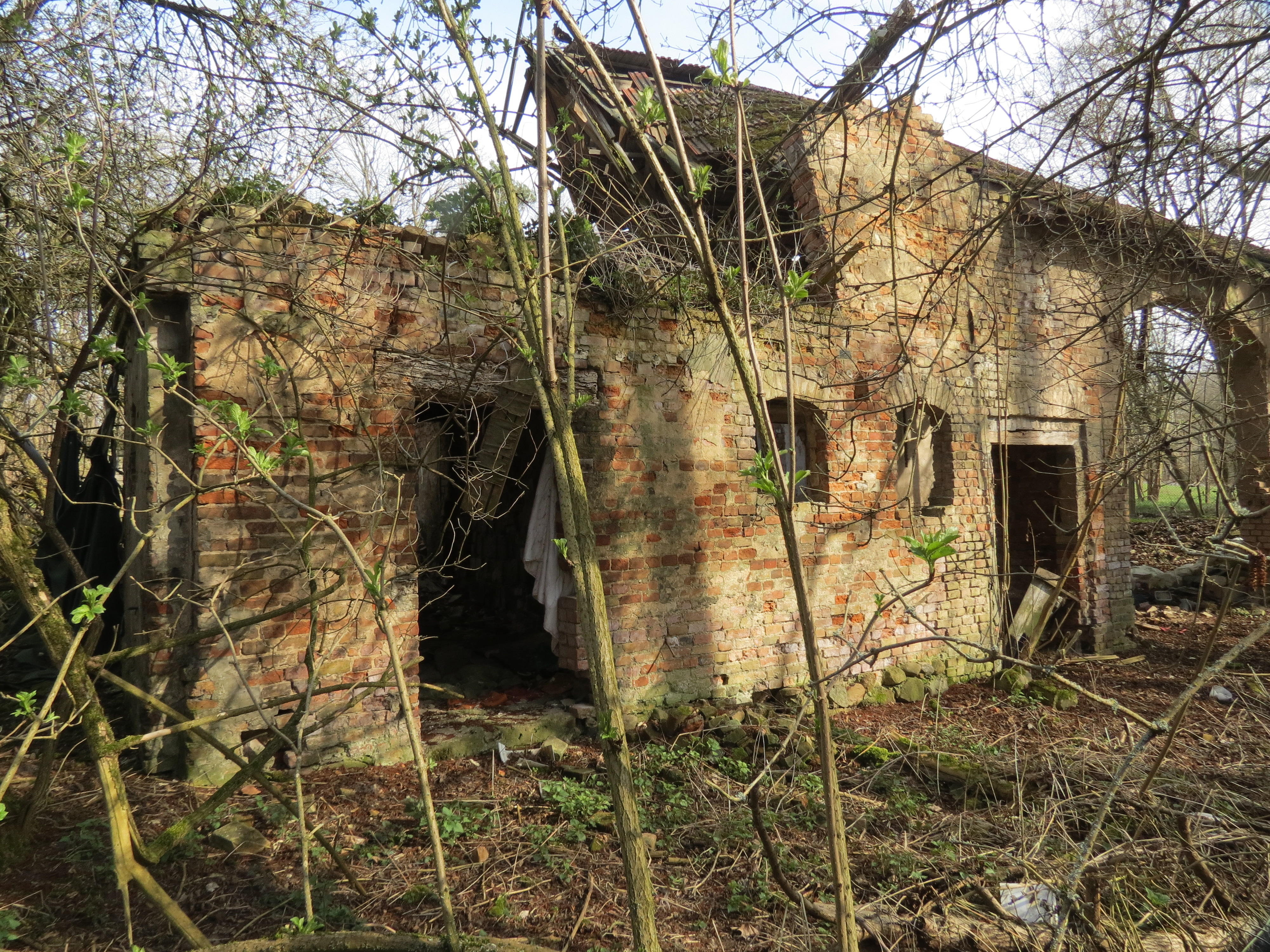
Ruine der Kleinen Mühle (Wassermühle), Längsseite

Kleine Mühle ist ein Wohnplatz im Ortsteil Egsdorf der Stadt Teupitz im Landkreis Dahme-Spreewald in Brandenburg. Der Ursprung des Wohnplatzes geht auf eine Wassermühle zurück, die 1546 erstmals urkundlich genannt wird. Der Mühlenbetrieb wurde um 1880 eingestellt. In der Nähe des Mühlenstandorts etwas näher zum Teupitzer See entstand am Anfang des 19. Jahrhunderts eine Ziegelei; etwas weiter entfernt, aber zur Kleinen Mühle gehörig eine Kalkbrennerei. Der Name Kleine Mühle wurde dann auch auf eine schon 1879 aufgebaute Windmühle nordöstlich des Standorts der Wassermühle übertragen. Die Windmühle wurde 1908 an einen anderen Standort südwestlich der ursprünglichen Wassermühle versetzt. 1939 wurde sie abgebaut und 1940/41 in Schönewalde im Landkreis Elbe-Elster wieder aufgebaut, wo sie heute – etwas umgebaut – noch existiert. Der Name Kleine Mühle wurde auch auf ein um 1900 entstandenes Ausflugsetablissement in der Nähe der Windmühle übertragen.

## Geographische Lage
Der ursprüngliche Kern des Wohnplatzes, die Wassermühle Kleine Mühle, lag zwischen Neuendorf und Egsdorf, am Kleinen Mühlengraben, der – von Süden kommend – in den Teupitzer See zieht. Die Wassermühle Kleine Mühle ist heute Ruine. Die weitere Wohnbebauung liegt nordöstlich etwas weg vom Kleinen Mühlengraben näher am Teupitzer See. Der Wohnplatz liegt nur etwa 400 Meter südöstlich des Ortskerns von Egsdorf und etwa 600 Meter nordöstlich vom Ortskern von Neuendorf bzw. etwa 1,6 km Luftlinie (über den Teupitzer See gemessen) vom Stadtkern von Teupitz entfernt. Die L 74 von Teupitz nach Egsdorf führt an der lockeren Wohnbebauung vorbei.

## Geschichte
Die Geschichte des Wohnplatzes Kleine Mühle ist im Grunde die Geschichte von fünf verschiedenen Siedlungskernen bzw. Objekten, die daher auch separat behandelt werden: der ursprünglichen Wassermühle, der Ziegelei, der Kalkbrennerei, der/den Windmühle(n) und des Ausflugslokals gleichen Namens und des späteren Hotels.

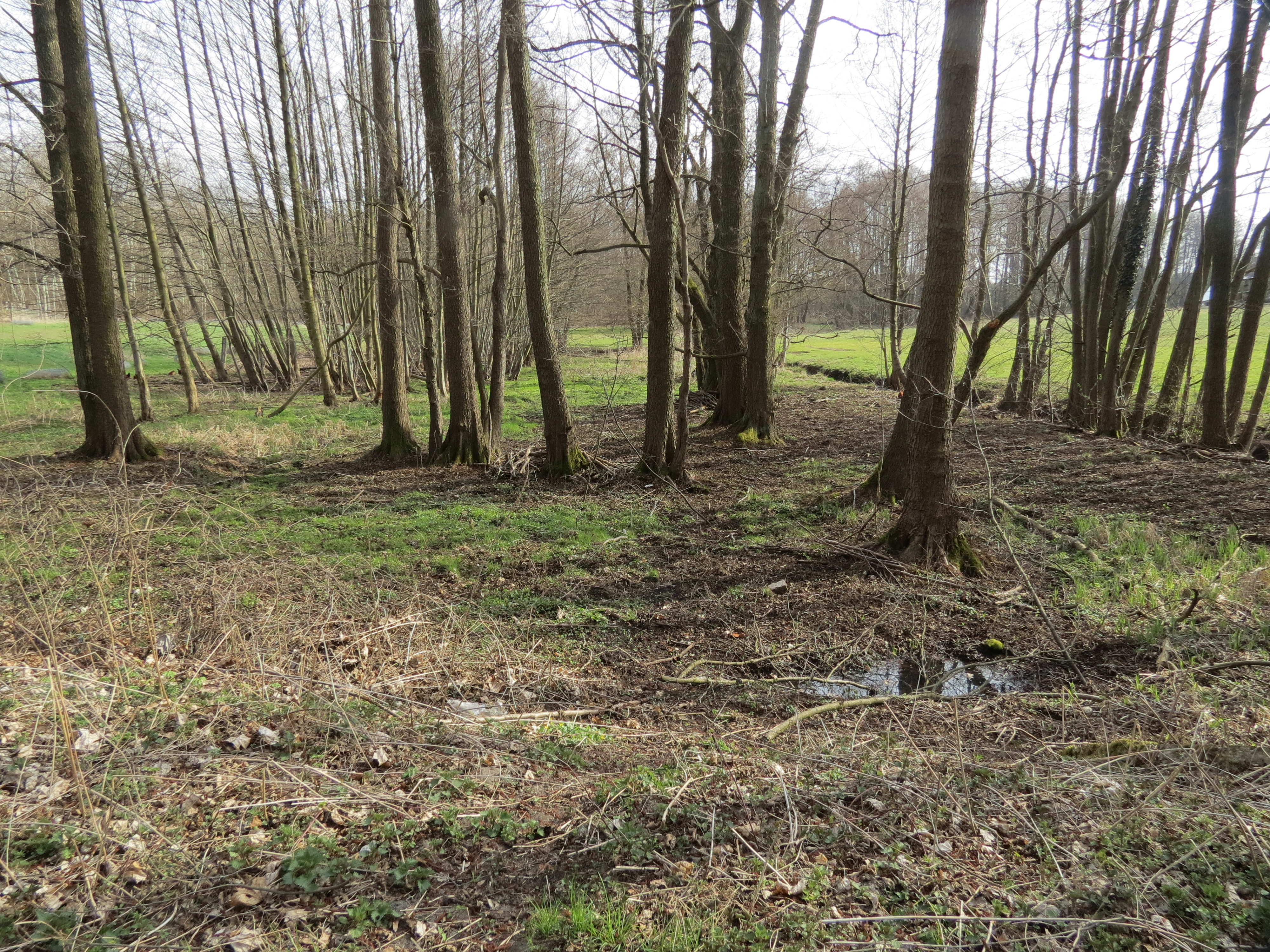
Ehemaliger Mühlenteich südlich der Ruine der Kleinen Mühle (Wassermühle)

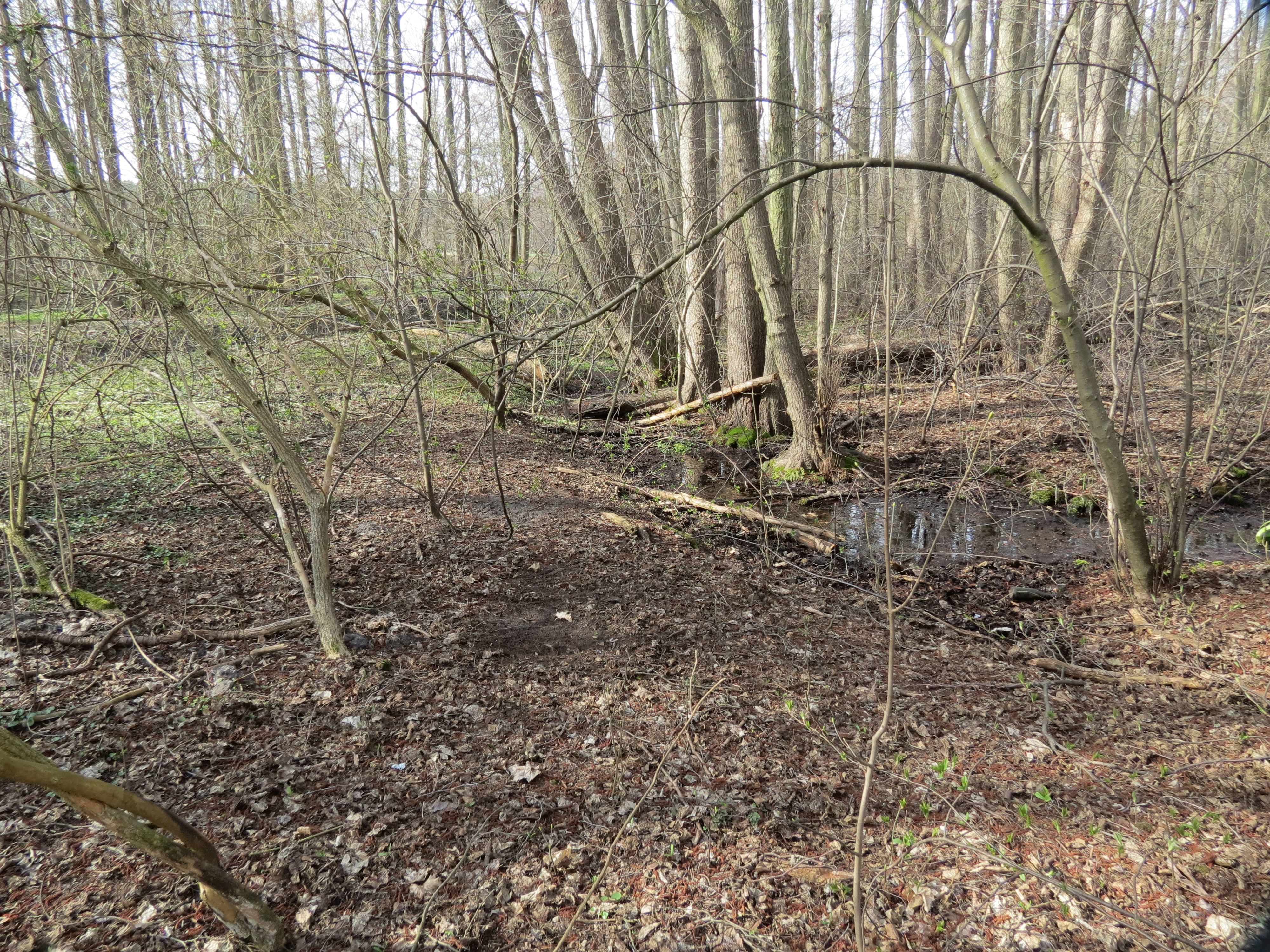
Kleine Mühle (Wassermühle), ehemaliges Gerinne vor Einmündung in den Mühlengraben (im Hintergrund)

### Die WassermühleKleine Mühle
Die Wassermühle Kleine Mühle wurde 1546 erstmals als die kleine Molle urkundlich erwähnt und gehörte über viele Jahrhunderte zum Besitz der Familie Schenk von Landsberg, die 1437 der Stadt Teupitz die Stadtrechte und Stadtsiegel verliehen. Der Wohnplatz besaß nie eine eigene Kirche, sondern war immer nach Teupitz eingepfarrt. Die Gläubigen konnten die dortige, 1346 errichtete Heilig-Geist-Kirche besuchen. Bereits für 1644 ist die heutige Schreibweise Kleine Mühle überliefert. 1624 hatte die Wassermühle des Kleinen Müllers ein Rad.  Nach dem Schoßbuch von 1624 musste der Müller 4 Taler Kontribution, 2 Taler Kavalleriegeld und 12 Groschen Kriegsfuhrgeld entrichten. Vergleichsweise mussten die Müller der Hohen Mühle und der Mittelmühle 7 Taler Kontribution, 3 Taler Kavalleriegeld und 1 Taler Kriegsfuhrgeld bezahlen. 1664 gab der Müller drei Taler Dienstgeld und dem Pfarrer zu Teupitz zwölf Scheffel Korn. 1711 beliefen sich die Abgaben an die Herrschaft auf zwei Taler und 18 Groschen.
Am 18. Dezember 1717 kaufte der brandenburgische Kurfürst und König in Preußen Friedrich I. die Herrschaft Teupitz für 54.000 Taler von Ludwig Alexander Schenk von Landsberg. Aus dem Schenkenländchen wurde das Amt Teupitz gebildet, das er in seine Herrschaft Königs Wusterhausen eingliederte. Um 1824 wurde das Amt Teupitz mit dem Amt Buchholz zusammengelegt. Wann die Kleine Mühle in Erbpacht gegeben wurde, ließ sich bisher nicht ermitteln.
Aus dem Jahr 1743 ist überliefert, dass die Kleine Mühle eine Wassermahlmühle mit einem Gang und Schneidemühle war. Im Schmettauschen Kartenwerk von 1767/87 ist sie als Kl. M. eingezeichnet. 1804 beschrieb Friedrich Wilhelm August Bratring die Kleine Mühle als Wassermahl- und -schneidemühle unweit Teupitz mit einer Feuerstelle (=Haushalt), die drei Bewohner hatte. Die Topographisch-militärische Karte von Sachsen von 1812 verzeichnet die Wassermühle unter dem Namen Kleine M. 1817 hatte die Kleine Mühle schließlich 6 Einwohner. 1835 wurde die unterschlächtige Schneidemühle und die im Bau befindliche Mahlmühle des Mühlenmeisters Johann Friedrich Gädert, beiden Mühlen mit je einem Gang, öffentlich versteigert. Zur Versteigerungsmasse gehörten auch ein noch nicht vollständig ausgebautes Wohnhaus, eine Scheune, ein Viehstall, ein Schweinestall und ein Brunnen sowie 13½ Morgen Acker, 4½ Morgen Wiesen und 4 Morgen Gärten, die meist in unmittelbarer Nähe der Mühle lagen. Alles zusammen wurde gerichtlich auf 1777 Taler, 2¾ Pfennige geschätzt. Erwähnt wird noch Dorothee Sophie Dähne. die Ehefrau eines früheren Besitzers, der noch eine Gerechtsame von 187 Talern, 6 Silbergroschen und 6 Pfennigen zustand.
Vermutlich wurde die Mühle von einem Lindner ersteigert. Die Kleine Mühle gehörte im Jahr 1837 ausweislich der Topographie der Untergerichte der Kurmark Brandenburg und der dazugeschlagenen Landesteile den Lindnerschen Erben. Bis 1840 kamen im Wohnplatz Kleine Mühle zwei weitere Wohnhäuser hinzu; in den drei Häusern wohnten 13 Personen. Um 1820 war eine Kalkbrennerei und eine Ziegelei, etwas näher zum Teupitzer See gelegen, hinzugekommen. Das Urmesstischblatt 3847 Teupitz von 1841 verzeichnet deutlich zwei voneinander getrennte Siedlungskerne. 1849 wechselte die Gerichtsbarkeit über die Kleine Mühle vom Land- und Stadtgericht Buchholz zur Gerichtsdeputation nach Mittenwalde (1879 bis 1952 Amtsgericht Mittenwalde). Nach Berghaus gehörten zur Kleinen Mühle 99 Quadratruten Hofstelle, 6 Morgen 84 Quadratruten Garten, 21 Morgen 6 Quadratruten Acker, 6 Morgen 7 Quadratruten Wiesen, zusammen 34 Morgen 86 Quadratruten. 1851 wurde das Anrecht des Mühlenbesitzers auf kostenlose, durch das Amt gelieferte Reparaturhölzer durch eine Einmalzahlung abgelöst. Die Mühle gehörte damals dem Mühlenbesitzer Julius Schöneberg. Schöneberg ist auch noch 1859 als Besitzer der Kleinen Mühle belegt.
1858 arbeiteten im Wohnplatz Kleine Mühle zwei nebengewerbliche Landwirte (Müller und Kalkbrenner), die eine Magd und drei Arbeiter beschäftigten. Sie bewirtschafteten eine Besitzung mit einer Größe von bis zu 24 Morgen sowie eine weitere Besitzung mit einer Größe von bis zu vier Morgen. Außerdem ist aus diesem Jahr ein in Kleine Mühle wohnender Beamter überliefert.
In der Ortschafts-Statistik des Regierungs-Bezirks Potsdam mit der Stadt Berlin von 1861 ist die Kleine Mühle unter Tornow aufgeführt. Der Wohnplatz bestand aus einer Kalkbrennerei und einer Wassermühle. Zu dieser Zeit existierten zwei Wohn- sowie sieben Wirtschaftsgebäude. Insgesamt wurden 16 Morgen Acker, vier Morgen Wiese, vier Morgen Weide sowie weitere vier Morgen Gartenland bewirtschaftet. Die Wassermühle war damals ausschließlich eine Wassersägemühle. Sie musste einen Taler Grundsteuer, 10 Taler Klassensteuer und fünf Taler Gewerbesteuern bezahlen. 1865 wurde die Kleine Mühle von Albert Marwitz erworben, er war der Stiefvater des späteren Windmüllers Franz Zacharias, der bis um/nach 1925 Müller auf der Kleinen Mühle (der Windmühle) war.1871 standen (nur noch) zwei Wohnhäuser in Kleine Mühle; der Wohnort hatte 15 Einwohner.
Wann der Mühlenbetrieb der Wassermühle eingestellt wurde, ließ sich bisher nicht ermitteln. Möglicherweise hängt die Einstellung des Betriebs mit dem Aufbau der Windmühle 1879 zusammen. Die heutige Ruine dürfte noch in die Zeit der Wassermühle zurück reichen. Der ehemalige Mühlenteich liegt heute trocken, ist aber noch gut zu erkennen. Das Gerinne unterhalb der Wassermühle ist als fast stehendes Gewässer noch gut sichtbar.

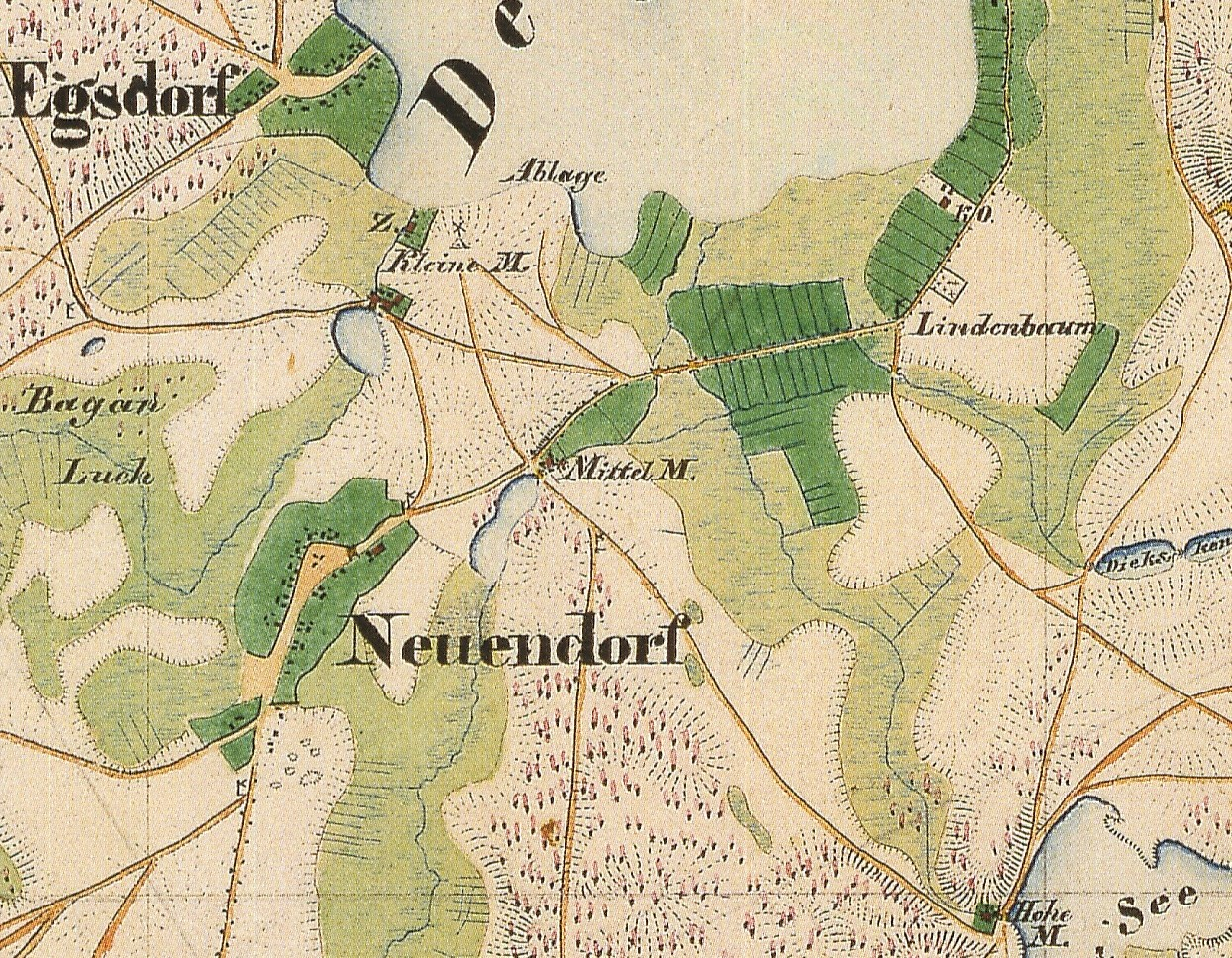
Kleine Mühle, Wassermühle, Ziegelei und Kalkofen, Ausschnitt aus dem Urmesstischblatt 3847 Teupitz von 1841

### Ziegelei
Unterhalb der Kleinen Mühle näher zum Teupitzer See hin wurde um/nach 1800 eine Ziegelei angelegt. Die Anlage ist im Urmesstischblatt 3847 Teupitz von 1841 als Ziegelei eingetragen. In der späteren Literatur ist dann von einer Ziegelei bei der Kleinen Mühle keine Rede mehr.

### Kalkbrennerei bzw. Kalkofen
Die Kalkbrennerei lag etwa 1,2 km entfernt in Richtung Teupitz (Lage:).  Sie hatte anscheinend zunächst Qualitätsprobleme, wie eine Meldung im Amtsblatt von 1829 vermuten lässt. Es wurde ungahrer und verdorbener Kalk in halbvollen Gebinden bemängelt. Die Kalkbrennerei musste sich nun für jede Lieferung ein Zertifikat des Königlichen Salzkassen-Rendanten in Teupitz ausstellen lassen. 1848 wurden die Abgaben des Kalkbrennereibesitzers Ernst Heinrich Moritz in Kleine Mühle bei Teupitz an das Amt Buchholz gegen eine Geldzahlung abgelöst. In der Ortschafts-Statistik des Regierungs-Bezirks Potsdam mit der Stadt Berlin von 1861 ist die Kalkbrennerei unter Tornow und der Kleinen Mühle erwähnt. 1867 wird der Kalkbrennerbesitzer J. Merten genannt. Eine weitere Nennung des Kalkbrennereibesitzers Merten stammt von 1878. In der Topographischen Karte 1:25.000 Bl. 3947 Teupitz von 1901 ist die Kalkbrennerei bzw. der Kalkofen noch verzeichnet. Wann der Betrieb der Kalkbrennerei eingestellt wurde, ließ sich bisher nicht ermitteln.

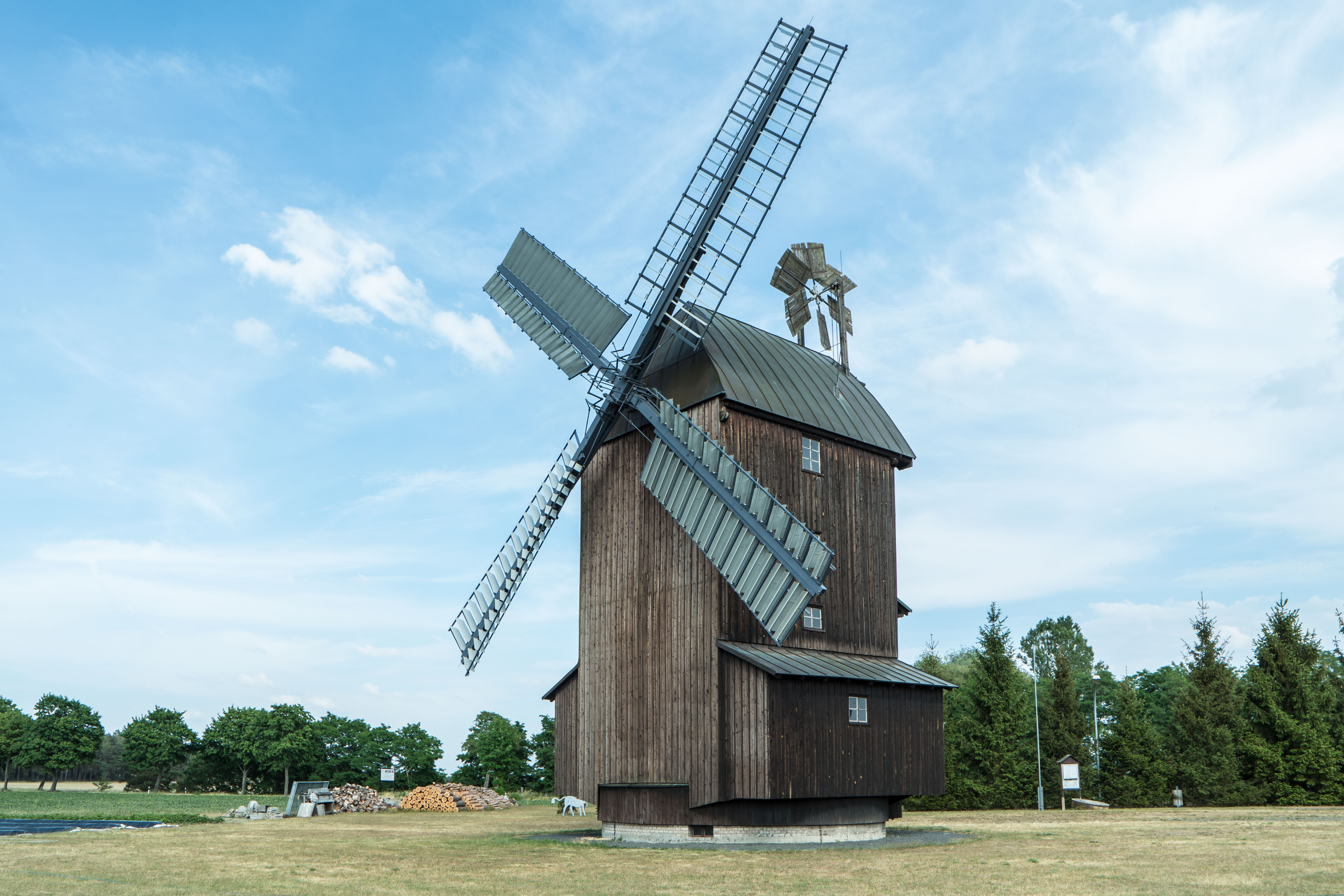
Ehemalige Windmühle von Kleine Mühle, heute in Schönewalde, Lkr. Elbe-Elster

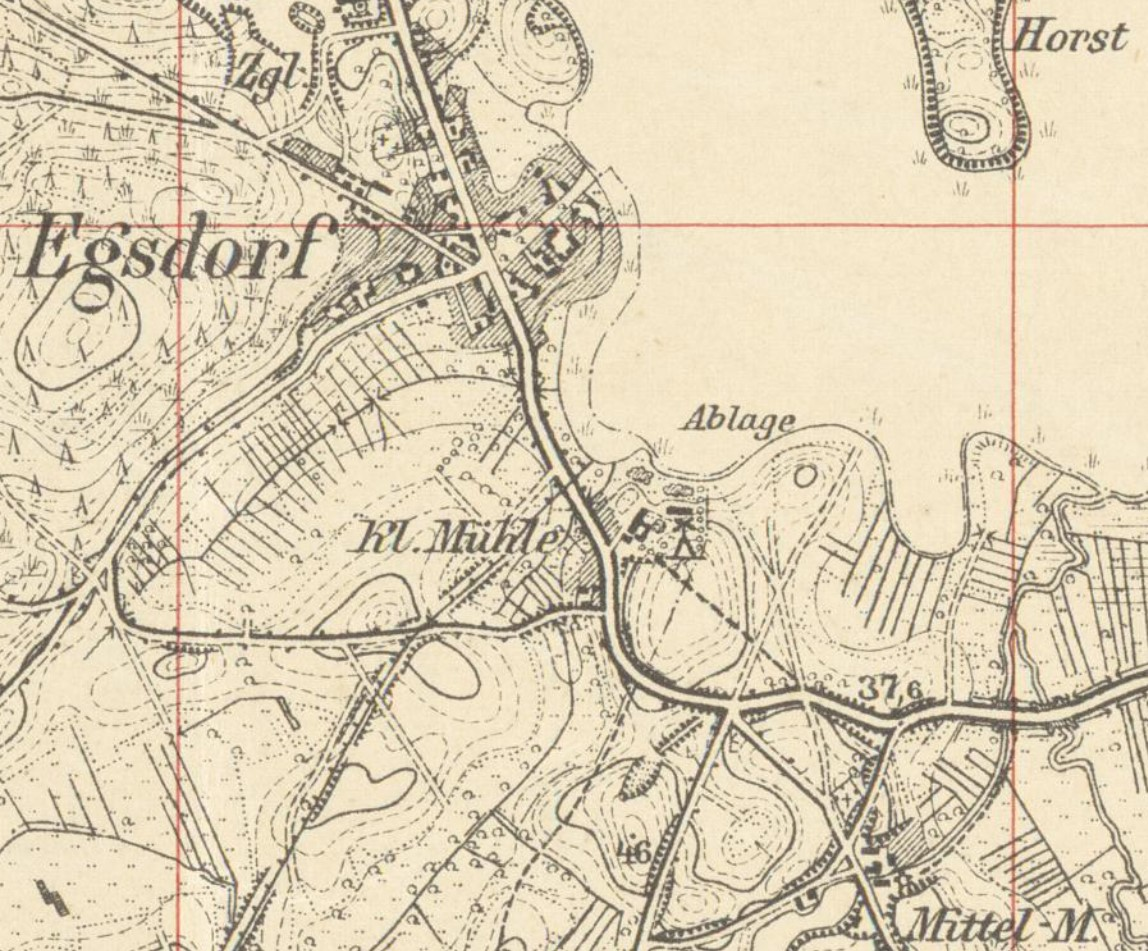
Kleine Mühle, Standort der Windmühle (1879 bis 1908), Ausschnitt aus dem Messtischblatt 3847 Teupitz, Aufnahme 1901

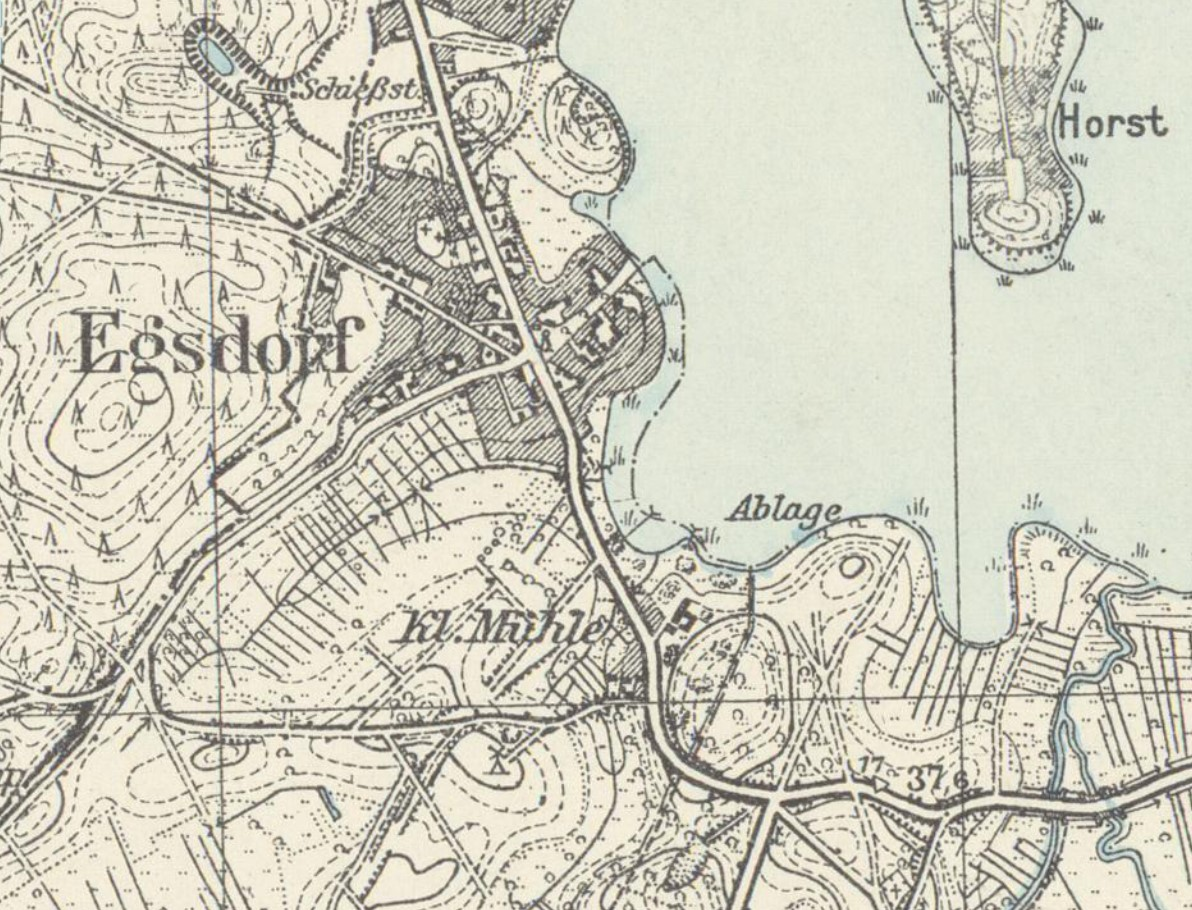
Kleine Mühle, Standort der Windmühle (1908 bis 1939), Ausschnitt aus dem Messtischblatt 3847 Teupitz um 1910

### Die Windmühle(n)
Die Windmühle, die in der Literatur näher beschrieben wird, stand ursprünglich auf der Anhöhe nordöstlich der Wassermühle und soll 1879 errichtet worden sein (siehe aber auch andere Daten). Allerdings stand hier schon früher eine Windmühle; im Urmesstischblatt 3847 Teupitz von 1841 ist an diesem Standort bereits eine Windmühle eingezeichnet. Sie muss aber nach 1841 irgendwann abgebaut oder zerstört worden sein, denn in der Ortschafts-Statistik des Regierungs-Bezirks Potsdam mit der Stadt Berlin von 1861 ist unter der Kleinen Mühle nur eine Kalkbrennerei und eine Wassermühle aufgeführt. 1865 wurde die Kleine Mühle (die Wassermühle) von Albert Marwitz erworben, er war der Stiefvater des Windmüllers Franz Zacharias, der bis um/nach 1925 Müller auf der Kleinen Mühle war.
Albert Marwitz erwarb 1879 (nach Tesch) eine zum Verkauf stehende Bockwindmühle in Königs Wusterhausen (nicht Deutsch Wusterhausen wie bei Tesch), die dort 1835 (nach Tesch) neu erbaut worden war. Nach Margitta Berger wurde allerdings die Windmühle schon 1865 abgebaut und verkauft. Nach Tyb'l wurde die Windmühle 1872 transloziert. Die Windmühle wurde dann in ihre Einzelteile zerlegt, per Lastkahn auf dem Wasserweg nach Egsdorf transportiert und dort wieder aufgebaut. Konträr zu diesem bei Tesch genannten Baudatum (1835) geben die Kunstdenkmäler an, dass die Bockwindmühle laut Inschrift am 15. August 1855 von den damaligen Mühlenbesitzern, Mühlenmeister Heyland und dessen Frau Charlotte Louise Hübner verwitwete Schreiber in Deutsch Wusterhausen (recte Königs Wusterhausen) erbaut worden ist. Woher diese sehr exakte Angabe stammt, ließ sich leider nicht ermitteln. Die Kunstdenkmäler verweisen lediglich auf die Arbeit von Karl Tesch, der 1835 als Entstehungsdatum angibt. Bei allen Widersprüchen zu Bauzeit der Windmühle und deren Translozierung nach Kleine Mühle kann festgehalten werde, dass die Windmühle ursprünglich vom damaligen Müller der Neuen Mühle in Königs Wusterhausen Heiland auf dem Mühlenberg (heute Funkerberg, Lage: ) westlich vom Stadtzentrum von Königs Wusterhausen erbaut worden war. Das Urmesstischblatt 3747 Königs Wusterhausen von 1839 verzeichnet dort eine Windmühle. Umgekehrt findet sich in der Umgebung von Deutsch Wusterhausen keine Windmühle. Im Messtischblatt 3747 Königs Wusterhausen von 1901 ist auf dem Funkerberg dann keine Windmühle mehr vorhanden. Nach Margitta Berger hatte der Mühlenmeister Ludwig Großkopf 1859 die Neue Mühle in Königs Wusterhausen gekauft. Nach dem Ausbau der Notte 1864 wurde ein größerer Umbau der Neuen Mühle nötig und der Mühlenbetrieb wurde zu einem größeren Unternehmen. Die zur Neuen Mühle gehörige Windmühle wurde nach diesem Umbau und Vergrößerung der Neuen Mühle nicht mehr benötigt und wurde verkauft. Wann dies genau war, bleibt aber weiteren Untersuchungen vorbehalten.
Vermutlich hat Albert Marwitz kurz nach dem Kauf der Windmühle (1865, 1872 oder 1879) den Betrieb seiner Wassermühle eingestellt; die Wassermühle wird jedenfalls später in der Literatur nicht mehr erwähnt.
1906 schlug der Blitz in die Bockwindmühle ein, richtete jedoch wenig Schaden an. Lediglich drei Flügel wurden zerstört. Aufgrund der sich ändernden Windverhältnisse durch die rasch wachsenden Bäume im Park um das Seebad Kleine Mühle wurde die Windmühle 1908 abgebaut und auf dem Hügel südwestlich der Kleinen Mühle (der ehemaligen Wassermühle) wieder aufgebaut.
Doch die Konkurrenz der Motor- oder Dampfmühlen war vor allem nach dem 1. Weltkrieg zu groß, um noch rentabel mit einer Windmühle mahlen zu können. 1928 wurde der Mühlenbetrieb eingestellt. Letzter Müller auf der Windmühle in Kleine Mühle war Gustav Zacharias, der den Betrieb wenige Jahre zuvor von seinem Vater Franz Zacharias († 1931) übernommen hatte. 1927 ist er im Adressbuch für den Kreis Teltow als Gustav Zacharias, Bäcker und Mühlenbesitzer aufgeführt. Mit dem Mühlenbetrieb verbunden war schon einige Zeit vorher eine Bäckerei. Sie wurde auch nach der Einstellung des Mühlenbetriebs zumindest bis 1938 weitergeführt. Klockhaus’ kaufmännisches Handels- und Gewerbe-Adressbuch des Deutschen Reichs von 1935 verzeichnet nur noch die Bäckerei von Gustav Zacharias.
Im Jahr 1939 wurde die Windmühle (wieder) abgebaut. Bilder des Abbaus publizierte Manfred Woitzik in seiner Arbeit Wer zuerst kommt. Die Mühle wurde anschließend 1940/41 in Schönewalde im Landkreis Elbe-Elster etwas verändert als Paltrockmühle wieder aufgebaut. Sie existiert noch heute (siehe Paltrockwindmühle Schönewalde).

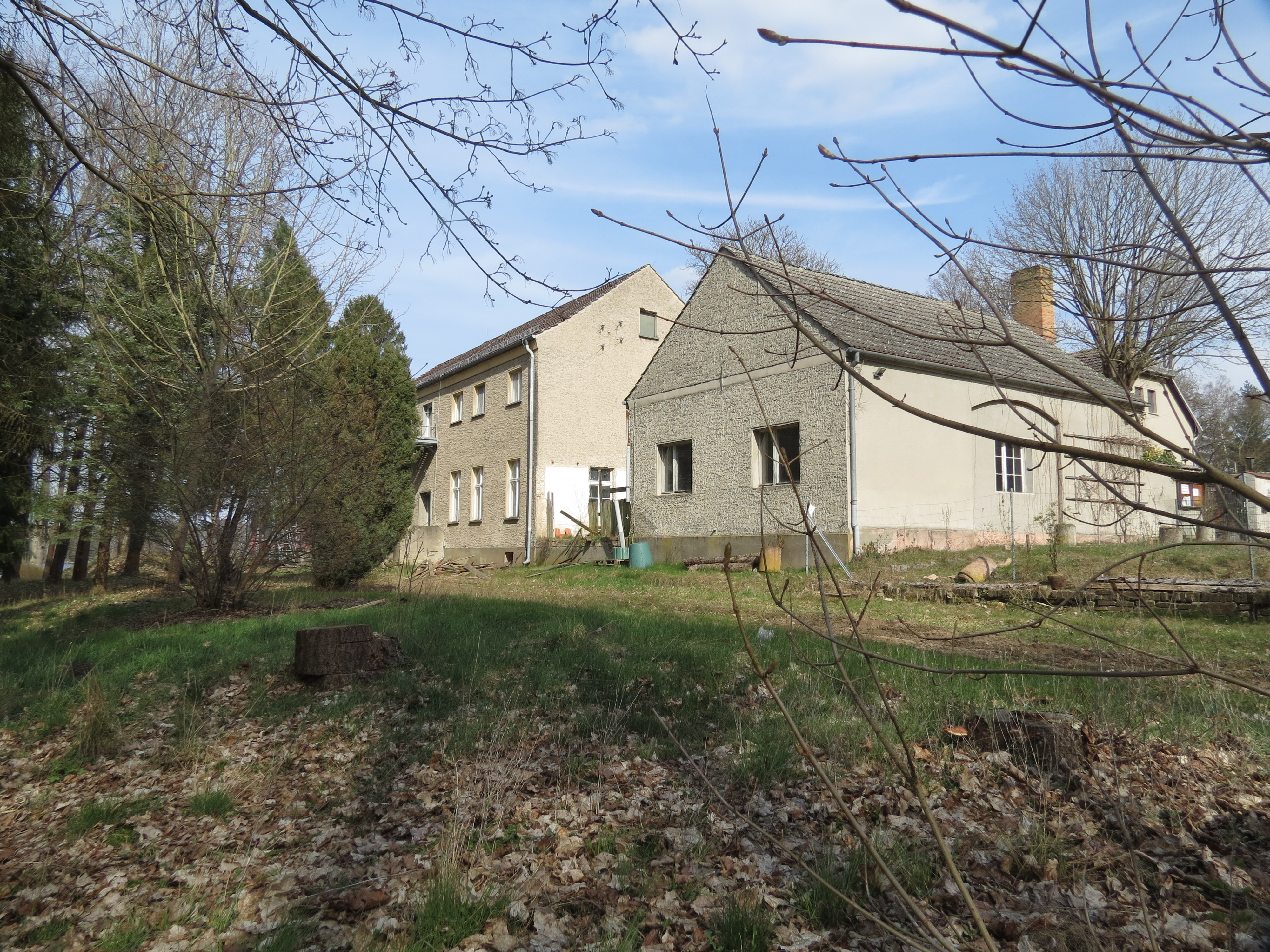
Kleine Mühle, ehemaliges Seebad Kleine Mühle

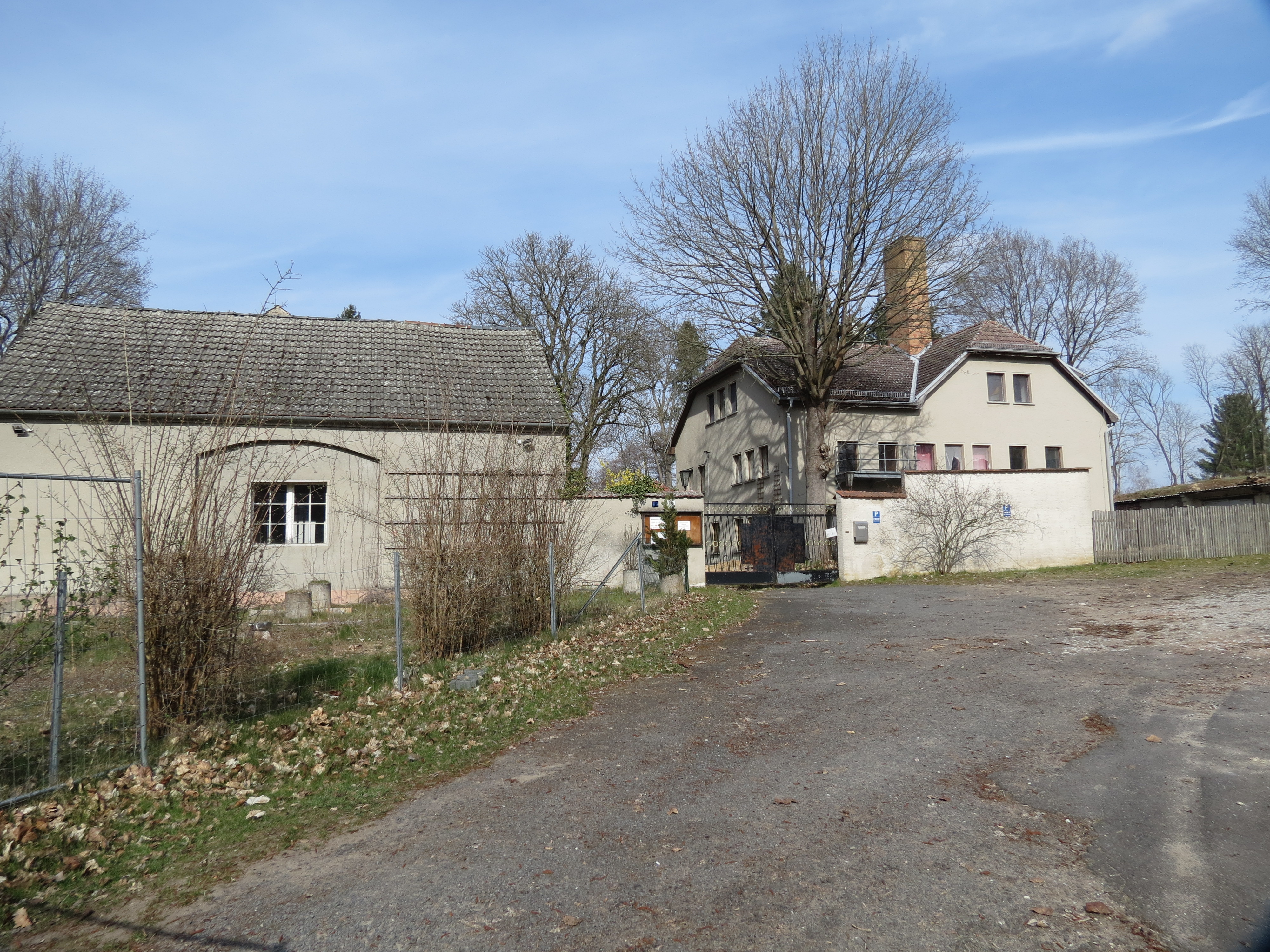
Kleine Mühle Egsdorf ehemaliges Seebad Kleine Mühle, andere Ansicht

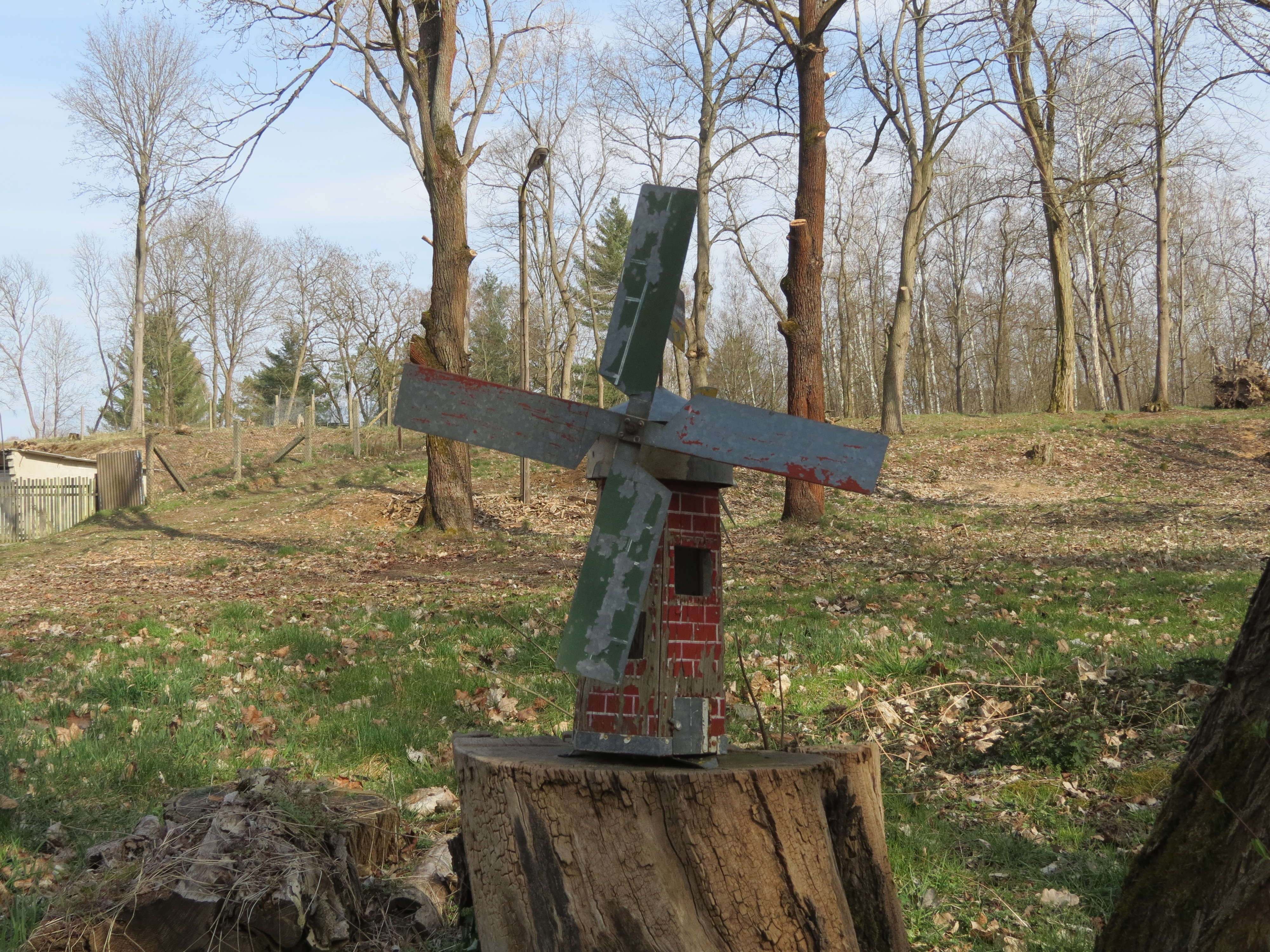
Kleine Mühle, ehemaliges Seebad Kleine Mühle, Windmühlenmodell

### Seebad Kleine Mühle, später Hotel Zum Delfter Kamin
Nach Lothar Tyb'l soll das Seebad Kleine Mühle um 1901 entstanden sein. In der 1901 aufgenommenen Topographischen Karte 1:25.000 Nr. 3847 Teupitz von 1903 ist das Etablissement mit allen Gebäuden bereits eingezeichnet. Die Entstehungszeit dürfte daher eher noch etwas früher liegen. Das hochherrschaftliche Logier- und Wirtshaus wurde von Frau Auguste Roll aus Berlin-Schöneberg gegründet und nach der Windmühle benannt: Kleine Mühle. Es war in den Jahren vor dem Ersten Weltkrieg bis in die ersten Jahren des Krieges ein beliebtes Ausflugsziel der Berliner und Brandenburger an den Wochenenden. Das Gasthaus bot einen großen herrschaftlichen Parkettsaal, ein großes Logierhaus, einen Orchesterpavillon, einen weitläufigen Park um das Etablissement herum und hatte sogar einen eigenen Badestrand am Teupitzer See. Später nannte sich das Etablissemt sogar  Seebad Kleine Mühle. Es besaß einen hauseigenen Schiffsanleger und Steg, an dem Boote der zahlreichen Ruderclubs Berlins und Brandenburgs und die Dampfer der Berliner Schifffahrtsgesellschaften anlegen konnten. Diese Schiffsanlegestelle war der südliche Endpunkt der Teupitzer Wasserstraße, die an der Jannowitzbrücke im Zentrum von Berlin begann. Um 1900 hatte die Berliner Dampfschifffahrtsgesellschaft Stern ihren Charter- und Linienverkehr gestartet. 1897 wurde auch die Bahnstrecke Berlin–Görlitz eröffnet. Teupitz erhielt mit dem Bahnhof Teupitz/Groß Köris einen Bahnanschluss, wenn auch in etwa drei Kilometer Entfernung. Damit war das Teupitzer Seengebiet und auch das Seebad Kleine Mühle für Touristen aus Berlin auch mit der Bahn gut zu erreichen. 1912 startete die Seereederei Karl und Max Lehmann einen regelmäßigen Fährbetrieb zwischen Teupitz und den Seegaststätten am südlichen und südwestlichen Ufer des Teupitzer Sees (Seebad Kleine Mühle, Tornow’s Idyll und Krüger’s Waldfrieden). Das Hotel und der Restaurantbetrieb wurde vor allem auch bekannt durch seine Konzerte, entweder im Parkettsaal oder als Freiluftveranstaltung, wenn das Wetter es zuließ. Dabei reichte das Repertoire von Klassik über Schlager zu volkstümlicher Musik. Doch noch vor Kriegsausbruch 1914 ging der Pächter in Konkurs. Der Betrieb konnte zunächst von einem neuen Pächter weiter geführt werden, doch 1918 kam auch für ihn das Aus. Nach einiger Zeit Leerstand wurde das Anwesen 1920 an einen Rittmeister Möller verkauft. Nach 1925 kaufte der in Berlin tätige niederländische Ingenieur Carl Mynnsen das Anwesen und baute es zu einem luxuriösen Privatanwesen um.
1930 kaufte die Pächterin des Ausflugslokals Tornow’s Idyll am westlichen Ufer des Teupitzer Sees Hedwig Graf das Anwesen und richtete hier das Hotel Delfter Kamin ein. Der Name rührt von einem Kachelofen im Kaminzimmer des Hotels her, dessen Delfter Kacheln etwa 50 kunstvoll gestaltete Episoden aus dem Alten und Neuen Testament zeigten, und der noch vom Vorbesitzer Carl Mynnsen eingebaut worden war. In den folgenden Jahren wurde der nahe Militärstandort Wünsdorf weiter ausgebaut. Vor allem die Offiziere nutzen das Restaurant für Feierlichkeiten, sodass das Hotel neben dem mehr saisonalen Ausflugsverkehr ein zweites Standbein bekam. 1934 wurde sogar eine Tankstelle beim Hotel Delfter Kamin gebaut. Zum Ende des Krieges kündigte sich das Ende des Hotels an. In den letzten Kriegstagen kam es im Rahmen der Kesselschlacht von Halbe noch zu Kampfhandlungen auf und nahe dem Gelände. Über Schäden ist allerdings nichts bekannt.
In den Nachkriegsjahren wurden in den nicht beschädigten Gebäuden kriegs- und milieugeschädigte Kinder untergebracht und betreut. Von 1956 an wurde die Anlage von der Berliner Charité als Schulungs-, Wochenend- und Ferienheim genutzt. 1992 fand hier noch eine Fachtagung des Deutschen Bundesverbandes für Logopädie statt. 1990 war sie vom Amt zur Regelung offener Vermögensfragen übernommen worden. Auf die Charité folgte mit einer Berliner Bildungs-Gesellschaft noch ein weiterer Mieter.
2002 wurde das Anwesen einer Erbengemeinschaft der Nachkommen der Altbesitzerin Hedwig Graf rückübertragen. Ab 2009 wurde es wieder Gästehaus. Doch im Februar 2020 kam auch für dieses Unternehmen das Aus. Seitdem steht das Objekt leer (April 2021).

## Kommunale Zugehörigkeit
Die Kleine Mühle gehörte ursprünglich zum Besitz der Schenken von Landsberg und ihrer Herrschaft Teupitz. Nach dem Kauf der Herrschaft Teupitz durch Friedrich I. gehörte sie zum Amt Teupitz. Später wurde sie Erbpachtmühle. Nach dem Werk Die Gemeinden und Gutsbezirke des Preussischen Staates und ihre Bevölkerung von 1873 soll die Kleine Mühle zur Gemeinde Tornow gehört haben. Nach dem Historischen Ortslexikon soll die Kleine Mühle 1874 allerdings als gemeindefreies Etablissement dem Gemeindebezirk Egsdorf zugewiesen worden sein. Demnach wäre die Angabe als Zuweisung zum Gemeindebezirk Tornow ein Irrtum. Mit der Auflösung der landesherrlichen Ämter bzw. der Übertragung der hoheitlichen Aufgaben auf den Kreis und die Amtsbezirke wurde die Kleine Mühle 1874 dem Amtsbezirk 15 Groß Köris zugewiesen. Die Kleine Mühle ist hier noch unter der Rubrik Gemeinden aufgeführt, was für die Richtigkeit der Angabe im Historischen Ortslexikon spricht. Mit der Revision und endgültige(n) Festsellung der Amtsbezirke in den Kreisen des Regierungsbezirks Potsdam von 1881 ist die Kleine Mühle nun unter Egsdorf und zum Gemeindebezirk Egsdorf gehörig ausgewiesen. Im Alphabetischen Verzeichnis sämtlicher im Regierungsbezirk Potsdam belegenen Ortschaften und Ortsteile nebst einer Zusammenstellung der zugehörigen Oberförstereien und Bezirkskommandos von 1897 ist der Wohnplatz Kleine Mühle schließlich als zum Gemeindebezirk Egsdorf gehörend ausgewiesen. Die ursprünglich ebenfalls gemeindefreien Wohnplätze Mittelmühle und Hohe Mühle wurden ebenfalls erst 1875 den Gemeindebezirken Neuendorf bei Teupitz bzw. Tornow zugewiesen. Nach der derzeitigen Verwaltungshierarchie ist Kleine Mühle ein Wohnplatz im Ortsteil Egsdorf der Stadt Teupitz.

## Bevölkerungsentwicklung
nach dem Historischen Ortslexikon und kleineren Ergänzungen aus anderer Literatur:
| Jahr      | 1734 | 1772 | 1801 | 1817 | 1840 | 1858 | 1871 | 1881 | 1925 |
| Einwohner | 5    | 7    | 3    | 6    | 13   | 12   | 15   | 12   | 5    |

## Tourismus und Freizeit
- Der 66-Seen-Wanderweg verläuft auf seiner Etappe von Wünsdorf nach Halbe durch den Ortsteil.[42]